# Синклер, Ричард
Ричард Синклер (англ. Richard Sinclair; род. 6 июня 1948, Херн-Бей, Кент) — британский басист, гитарист и вокалист, игравший во многих группах Кентерберийской сцены.

## Биография
Свою музыкальную карьеру Ричард Синклер начал в качестве гитариста и вокалиста в группе Wilde Flowers, заложившей основы Кентерберийской сцены.
В 1968 году Синклер стал одним из основателей группы Caravan, в которой стал играть на бас-гитаре и исполнять вокальные партии попеременно с Паем Хастингсом. Композиторский вклад Синклера в творчество группы особенно заметен на третьем, лучшем альбоме Caravan In the Land of Grey and Pink, для которого он написал заглавную композицию, а также «Golf Girl» и эпическую «Winter Wine». Он также исполнил вокальные партии на этих вещах.
В 1972 году Синклер ушёл из Caravan и создал Hatfield and the North вместе с бывшими членами группы Delivery Филом Миллером и Пипом Пайлом. Синклер написал некоторые из наиболее ярких композиций группы, такие как «Share It», «Let’s Eat (Real Soon)» (обе — на тексты Пайла) и «Halfway Between Heaven And Earth». Он в полной мере проявил своё великолепное мастерство бас-гитариста, а также стал главным вокалистом группы, в полной мере продемонстрировав свой характерный голос и типично английскую манеру исполнения.
После распада Hatfield в 1975 году, Синклер вернулся в Кентербери, занявшись плотницким делом, лишь изредка давая концерты под юмористическим названием Sinclair & the South.
В 1977 году Синклер стал басистом популярной прог-роковой группы Camel, записав в её составе два студийных и один концертный альбом.
После ухода из Camel Синклер не имел постоянной работы. В 1981 году совместно с Миллером и Гоуэном он записал альбом Before a Word Is Said. В 1982 году вошёл в состав воссоединившейся Caravan для записи альбома Back to Front, а также спел одну песню на прощальном альбоме D.S. Al Coda группы National Health.
В 1984 году Синклер в составе группы Миллера принял участие в европейском туре, однако покинул коллектив до начала студийной работы. В 1989 году Синклер записал вокальные и басовые партии на альбоме Миллера Split Seconds. В 1990 году он принял участие в одном концерте временно воссоединившейся Hatfield and the North, а затем в течение двух лет играл в составе Caravan.
В 1991 году Синклер создал собственную группу Caravan of Dreams, в которую вошли бывший барабанщик Camel Энди Уорд и бывший техник Hatfield Рик Биддалф на бас-гитаре (только в качестве концертного музыканта). Время от времени в деятельности группы принимали участие его двоюродный брат Дейв Синклер и Джимми Хастингс на саксофоне и флейте. В 1992 году был выпущен одноименный альбом группы. В 1994 году Синклер организовал новый проект с непостоянным составом музыкантов под названием R.S.V.P., в котором в разное время играли такие музыканты, как Пип Пайл, Тони Коу и клавишник Кит Уоткинс из группы Happy the Man. Концертные выступления коллектива продолжались до 1996 года, после чего Синклер на несколько лет переехал в Нидерланды.
В 2002 году Синклер вновь дал несколько концертов, а в 2005-06 годах выступал в воссоединившейся группе Hatfield and the North. После скоропостижной смерти Пайла в 2006 году группа распалась, а Синклер уехал на постоянное место жительства в Италию.